# کارلامبوس ماکریدیس
کارلامبوس ماکریدیس (یونانی: Χαράλαμπος Μακρίδης؛ زادهٔ ۵ ژوئیهٔ ۱۹۹۶) بازیکن فوتبال اهل آلمان است.
از باشگاه‌هایی که در آن بازی کرده‌است می‌توان به باشگاه فوتبال بروسیا مونشن‌گلادباخ اشاره کرد.